# Eptesicus andinus
Eptesicus andinus је врста слепог миша из породице вечерњака (лат. Vespertilionidae).

## Распрострањење
Ареал врсте је ограничен на мањи број држава. 
Врста је присутна у Еквадору, Венецуели, Колумбији и Перуу.

## Угроженост
Ова врста је наведена као последња брига, јер има широко распрострањење и честа је врста.